# Caryocolum oculatella
Caryocolum oculatella – gatunek motyla z rodziny skośnikowatych i podrodziny Gelechiinae.

## Taksonomia
Gatunek ten opisany został po raz pierwszy w 1929 roku przez H. Thomanna pod nazwą Lita ochraceella. Nazwa ta okazała się być jednak młodszym homonimem nazwy wprowadzonej przez Pierre’a Chrétiena, w związku z czym w 1930 roku Thomann nadał gatunkowi nową nazwę, Lita oculatella. W 1937 roku Max Gaede przeniósł ów gatunek do rodzaju Phthorimaea. Z kolei w 1953 roku Josef Wilhelm Klimesch umieścił go w rodzaju Gnorimoschema. W 1958 roku w obrębie tegoż rodzaju wyróżniony przez Františka Gregora Jr i Dalibor Povolnego podrodzaj Gnorimoschema (Caryocolum), do którego trafił omawiany takson. Do rangi rodzaju Caryocolum wyniósł ów podrodzaj w 1958 roku László Anthony Gozmány. Kombinację Caryocolum oculatellum jako pierwszy podał Povolný w 1980 roku.
W 1988 roku Peter Huemer przy okazji rewizji rodzaju Caryocolum na podstawie morfologicznej analizy kladystycznej zaliczył C. oculatella do monotypowej grupy gatunków oculatella.

## Morfologia
Obie płcie osiągają od 5 do 5,5 mm długości skrzydła przedniego.
Głowa ma pozbawione grzebykowania czułki, odgięte głaszczki wargowe, dobrze wykształconą i prawie tak długą jak głaszczki wargowe ssawkę oraz czteroczłonowe głaszczki szczękowe. Ubarwienie różni się między populacją alpejską a hiszpańską. U populacji alpejskiej głowa, tułów i tegule są ochrowe, u populacji hiszpańskiej bardziej białe. Przednie skrzydła mają u populacji alpejskiej ciemnobrązowe do czarniawego tło z jaśniejszym, brązowo nakrapianym brzegiem przednim, białą, osiągającą brzeg kostalny przepaską w ćwierci długości, jasnobrązową przepaską w połowie długości, na której leży wyraźna łata środkowa oraz zwykle zlanymi w wąską, białą przepaskę plamkami kostalną i tornalną. U populacji z Sierra Nevada biel na skrzydłach jest rozleglejsza i formuje trzy wyraźne przepaski.
Genitalia samca mają bardzo szeroki i zaokrąglony unkus, błoniastą i pozbawioną kolców zawieszkę, krótką, smukłą, ku szczytowi stopniowo zwężoną, półkolistą walwę, umiarkowanie u podstawy szeroki i równomiernie zwężający się sakus oraz krótki i prosty edeagus z kilkoma drobnymi cierniami na szczycie. Tylna krawędź winkulum ma głębokie, prostokątne wykrojenie i parę delikatne wcięcie środkowe. Kształt unkusa i tegmenu różni się nieco między populacjami alpejską i hiszpańską.
Odwłok samicy ma ósmy segment pozbawiony wyrostków, zaopatrzony w dużą, jajowatą sklerotyzację środkowobrzuszną. Przewód torebki kopulacyjnej ma parę długich i pośrodku poszerzonych sklerotyzacji bocznych. Znamię torebki ma formę tęgiego, silnie zakrzywionego haka.

## Ekologia i występowanie

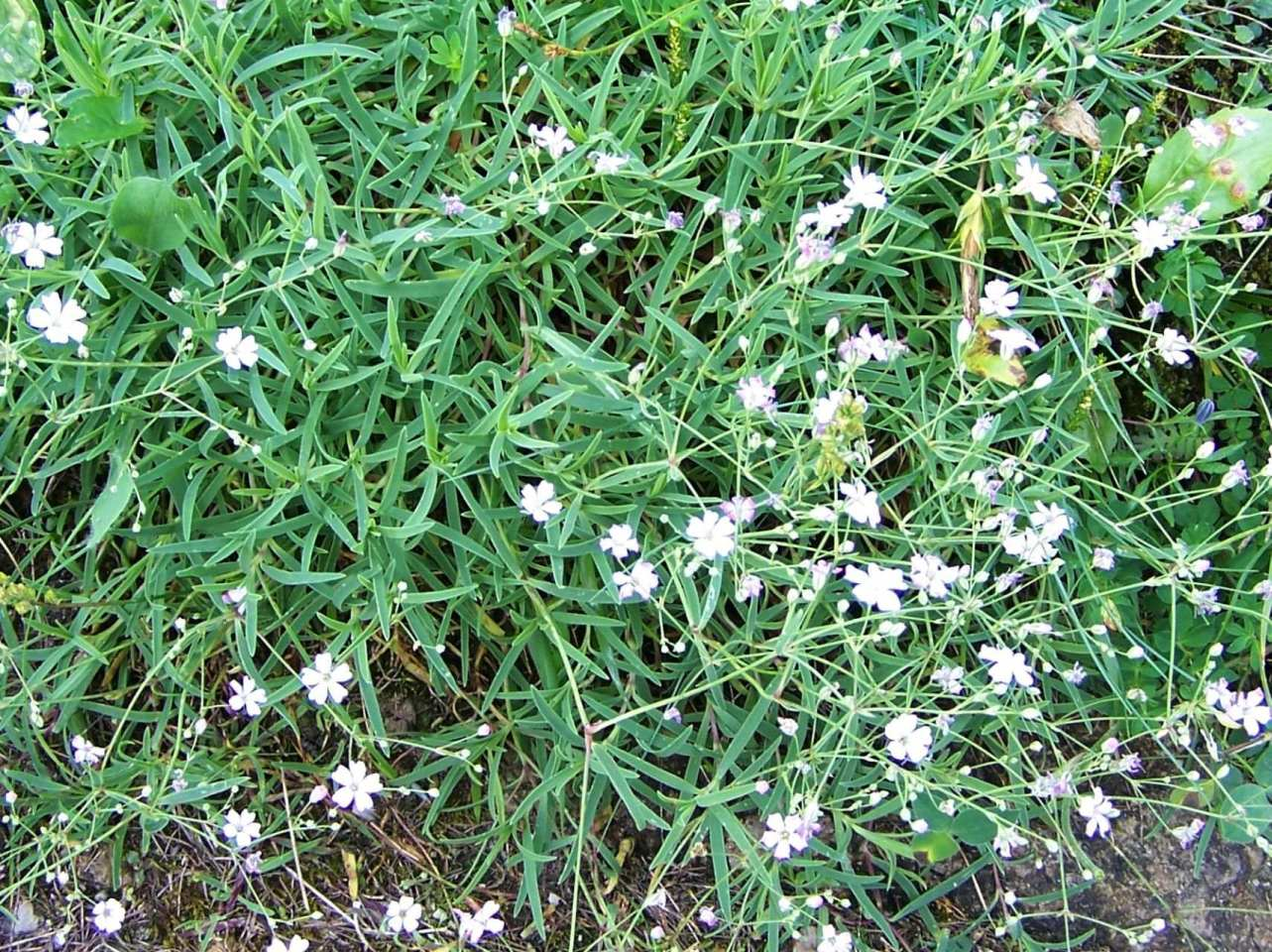
Łyszczec rozesłany, roślina żywicielska gąsienic

Motyl górski. Gąsienice żerują na wierzchołkowych pędach łyszczca rozesłanego z rodziny goździkowatych. Owady dorosłe latają od późnego czerwca.
Owad palearktyczny. Znany jest ze szwajcarskiej Gryzonii, austriackiego Tyrolu, w obu przypadkach z Alp, oraz z gór Sierra Nevada w Hiszpanii.